# Museo della Canapa (Pieve di Cento)
Il museo della Canapa è un museo italiano situato a Pieve di Cento, presso Porta Asìa. Ripercorre la storia della coltivazione della canapa nel territorio di Pieve di Cento nel corso dell'Ottocento e del Novecento.

## Il museo
Il museo documenta quella che è stata la fonte più redditizia a Pieve dall'Ottocento fino agli anni sessanta del Novecento, ovvero la lavorazione della canapa, che in questa zona era pregiata grazie alla sua colorazione e alla sua robustezza. Questa attività coinvolgeva i settori dell'agricoltura, dell'artigianato, del commercio e delle prime industrie. Sono esposte le testimonianze di tutto ciò che riguardava la fibra, dalle sementi al prodotto finito, fino agli strumenti del mestiere. Tra questi quelli del contadino che la produceva, il gargiolaio che la raffinava. la filatrice che la trasformava in gomitoli e la tessitrice che ne ricavava la tela.
Dal 2013 è presente anche un allestimento multimediale che consente di approfondire vari aspetti della lavorazione della canapa, e in particolare quella del cordame.